# Peter Kürten
Peter Kürten (Distretto di Mülheim, 26 maggio 1883 – Colonia, 2 luglio 1931) è stato un serial killer tedesco.
Fu soprannominato "Il vampiro di Düsseldorf", dalla città in cui colpì. Commise almeno 30 omicidi (di cui 9 accertati) tra uomini, donne e bambini, usando armi bianche, come forbici e coltelli. Peter Kürten era affetto dalla Sindrome di Renfield.
Descritto dallo scienziato forense Karl Berg come "il re dei pervertiti sessuali", Kürten fu giudicato colpevole di 63 aggressioni, nove omicidi e sette tentati omicidi, e nell'aprile del 1931 fu condannato alla pena di morte tramite decapitazione. Venne giustiziato il 2 luglio 1931.

## Biografia

### L'infanzia
Già da piccolo mostrava segni di squilibrio. Iniziò ad uccidere già all'età di 9 anni, nel 1892, quando Kürten finse di affogare mentre stava su una zattera con un amico. Quest'ultimo si lanciò in suo soccorso e Peter lo affogò. Ha avuto un'infanzia di violenze; il padre, alcolizzato, obbligava la madre ad avere rapporti sessuali di fronte ai figli. Kürten iniziò a fare amicizia con un vicino di casa, un accalappiacani. Egli però era un perverso, insegnò a Kurten come masturbarsi e come torturare gli animali. Peter, invece di evitare quell'uomo, ne divenne amico. Il vampiro di Düsseldorf crebbe in un ambiente così perverso che iniziò ad avere rapporti sessuali con gli animali. Si accorse poi che, per lui, era ancora più eccitante pugnalare gli animali durante il rapporto sessuale.

### Primi omicidi
Il suo primo omicidio in età adulta fu quello di una bambina di 10 anni. Era il 25 maggio 1913 e Peter era entrato in una locanda con lo scopo di derubare ma non trovò nulla in nessuna stanza, fino a quando non giunse nell'ultima stanza dove vide una bambina dormire nel suo letto. Mentre la bambina dormiva, Kürten entrò nella sua stanza, la soffocò, le sbatté la testa contro lo spigolo del letto e violentò il corpo. Poi le tagliò la gola e bevve il suo sangue. La serie di omicidi avvenne tra il 1929 e il 1930. Tra i più feroci dei 30 omicidi fu l'omicidio di 3 uomini pugnalati alle costole e quello di un'altra bambina. L'assassino la stuprò e la pugnalò ripetutamente. Il giorno successivo l'uomo tornò sul luogo del delitto e provò orgasmi a ripetizione senza muovere un dito ma solo ripensando a ciò che aveva fatto. Per l'omicida, percepire così tanto terrore e preoccupazione tra la popolazione riguardo agli omicidi era estremamente eccitante e lo faceva sentire onnipotente.
Nel 1930 avvennero altri due brutali omicidi a danno di due sorelle di 5 e 7 anni; erano le 22:00 di sera e le bambine stavano tornando a casa da una festa paesana senza sapere che un'ombra nascosta tra gli alberi le stava seguendo. Quando l'assassino capì che era da solo con le due bambine, comparve davanti a loro e chiese alla sorella più grande:
La sorella accettò e durante la sua assenza l'assassino trascinò la sorella più piccola tra gli alberi e le tagliò la gola. Quando l'altra bambina tornò sul posto dove aveva lasciato Kürten e la sua sorellina, trovò solo Kürten, il quale la trascinò tra gli alberi e la decapitò.

### Arresto e condanna a morte
L'ultimo tra i suoi omicidi fu quello di una ragazza. L'omicida la obbligò ad avere un rapporto sessuale con lui, ma la ragazza rispose che avrebbe preferito morire. Kürten urlò: «Muori allora!» e la uccise a pugnalate. Da quel giorno al suo arresto le sue aggressioni finirono sempre "bene" per le vittime; ovvero riuscirono sempre a scamparla. Organizzò lui stesso la cattura quando vide che le autorità stavano per risalire al suo nome. Le forze dell'ordine avevano messo una taglia sulla sua cattura. Così Kürten propose alla moglie di chiamare la polizia affinché potesse ricevere la somma di denaro. Così avrebbe potuto avere dei soldi per vivere anche senza lo stipendio del marito. Prima del 1929 Kürten aveva passato la sua vita fuori e dentro dalla prigione dove subì violenze. Fu arrestato il 24 maggio 1930. Processato, fu condannato a morte e giustiziato tramite decapitazione il 2 luglio 1931.

### Esecuzione
La sera del 1º luglio 1931, Kürten ricevette l'ultima cena del condannato. Volle una Wiener Schnitzel, una bottiglia di vino bianco, e patatine fritte. Kürten divorò tutto in breve tempo e poi chiese una seconda porzione. Il personale del carcere decise di accontentarlo.
Alle 6 del mattino del 2 luglio, Peter Kürten fu ghigliottinato nel cortile della prigione di Klingelputz, Colonia, dal boia Carl Gröpler. Si recò al patibolo accompagnato dallo psichiatra del carcere e da un prete.
Le sue ultime parole, rivolte allo psichiatra, furono:

## Riferimenti nella cultura di massa

### Cinema
- Il primo film a trarre ispirazione dal caso di Peter Kürten, fu il celebre M - Il mostro di Düsseldorf, diretto da Fritz Lang e uscito nel 1931. Nel film Peter Lorre interpreta un fittizio omicida di bambini di nome Hans Beckert.[7]
- Il film thriller La belva di Düsseldorf del 1965 si basa direttamente sugli omicidi di Peter Kürten. Diretto da Robert Hossein (che inoltre interpreta Peter Kürten), il film vede anche la partecipazione di Marie-France Pisier.[8]
- Il film del 2009 Normal si basa sui crimini di Peter Kürten. Diretto da Julius Ševčík, Normal è un adattamento di un dramma teatrale scritto da Anthony Neilson. Il film vede Milan Kňažko nel ruolo di Kürten.

### Letteratura
- Berg, Karl (1938) The Sadist ISBN 978-9-333-35227-7
- Berg, Karl; Godwin, George (1937) Monsters of Weimar: Kürten, the Vampire of Düsseldorf ISBN 1-897743-10-6
- Cawthorne, Nigel; Tibballs, Geoffrey (1993) Killers: The Ruthless Exponents of Murder ISBN 0-7522-0850-0
- Elder, Sace (2010) Murder Scenes: Normality, Deviance, and Criminal Violence in Weimar Berlin ISBN 978-0-472-11724-6
- Godwin, George (1938) Peter Kürten: A Study In Sadism ASIN = B00191ENHA
- Lane, Brian; Gregg, Wilfred (1992) The Encyclopedia of Serial Killers ISBN 978-0-747-23731-0
- Nash, Jay Robert (2004) The Great Pictorial History of World Crime, Volume 2 ISBN 978-1-461-71215-2
- Swinney, C.L. (2016) Monster: The True Story of Serial Killer Peter Kürten ISBN 978-1-987-90215-0
- Wilson, Colin; Wilson, Damon (2006) The World's Most Evil Murderers: Real-Life Stories of Infamous Killers ISBN 978-1-405-48828-0
- Wilson, Colin; Wilson, Damon; Wilson, Rowan (1993) The Giant Book of World Famous Murders ISBN 978-0-752-50122-2
- Wynn, Douglas (1996) On Trial For Murder ISBN 978-0-3303-3947-6

### Musica
- Il cantautore statunitense Randy Newman sulla vicenda di Peter Kürten scrisse la canzone "In Germany Before the War", contenuta nell'album Little Criminals (1977).

La death metal band statunitense Macabre, gli ha dedicato un brano intitolato "The vampire of Duesseldorf".

### Teatro
- Normal: The Düsseldorf Ripper, dramma incentrato sul caso di Peter Kürten. Scritto da Anthony Neilson, il dramma fu messo in scena per la prima volta al Pleasance Theatre di Edimburgo nell'agosto 1991.[9]

### Televisione
- La BBC commissionò un documentario sugli omicidi di Peter Kürten. Il documentario, Profiles of the Criminal Mind, descrive la psicologia criminale di Kürten, e fu trasmesso per la prima volta nel 2001.[10]